# راحة الحلقوم البتراسية
راحة الحلقوم البتراسية (باليونانية Λουκουμια Πατρών) هي راحة حلقوم تُنتج في بتراس، في اليونان.

## التاريخ
كانت شركة أجيلوبولوي بروس (Aggelopouloi Bros) هي المُصنع الرئيس والوحيد للمنتج في أوائل القرن العشرين. أُغلقَت الشركة في أوائل التسعينيات.
تُصنعها الآن شركات أخرى، وتأتي في الأصل بثلاث نكهات، كل منها بلون مميز: الأحمر بنكهة الورد، والأبيض بنكهة المصطكي، والأخضر بنكهة البرغموت. اليوم هناك مجموعة متنوعة من النكهات الجديدة.